# Roy Babbington
Roy Babbington (născut pe 8 iulie 1940 în Kempston, Bedford, Bedfordshire, Anglia) este un basist de rock și jazz. A devenit bine cunoscut ca membru al trupei de rock progresiv/jazz fusion Soft Machine, aparținând de Canterbury scene.
1. ↑  Roy Babbington, Discogs, accesat în 9 octombrie 2017
2. 1 2   http://www.oxfordmusiconline.com/subscriber/article/grove/music/J020000, accesat în 28 februarie 2015 Lipsește sau este vid: |title= (ajutor)
3. 1 2  Montreux Jazz Festival Database[*] Verificați valoarea |titlelink= (ajutor);
4. ↑   http://www.cosmopolite.no/program/cosmopolite/2018/september/soft_machine_50_years_tour Lipsește sau este vid: |title= (ajutor)